# Eric Paduretu
Eric Paduretu (* 20. September 1999) ist ein deutscher Volleyball- und Beachvolleyballspieler.

## Karriere Halle
Eric Paduretu ist der Sohn des Trainers und ehemaligen Spielers Mihai Paduretu. Seine eigene Karriere begann er im Nachwuchs des TSV Unterhaching. Später spielte er mit dem VC Olympia Kempfenhausen in der dritten Liga. 2017 kehrte er nach Haching zurück und kam zunächst drei Jahre lang in der zweiten Mannschaft zum Einsatz, die in der zweiten Liga Süd antrat. 2020 rückte der Zuspieler in die Erstliga-Mannschaft auf. In der Saison 2020/21 kam das Team nicht über den elften und letzten Platz der Bundesliga hinaus. Im DVV-Pokal 2021/22 erreichten die Hachinger das Viertelfinale, aber in der Liga verpassten sie als Neunte wieder die Playoffs. Nach dem frühen Saisonaus wechselte der Zuspieler noch zu SK Aich/Dob und wurde mit dem Verein österreichischer Vizemeister. In der Saison 2022/23 schied Paduretu mit Haching München im DVV-Pokal-Achtelfinale aus und schied als Achter der Bundesliga-Hauptrunde im Playoff-Viertelfinale aus. 2023/24 gab es erneut das Achtelfinal-Aus im DVV-Pokal und Haching wurde Elfter in der Bundesliga.

## Karriere Beach
2016 wurde Eric Paduretu zusammen mit Partner Benedikt Sagstetter Zweiter auf der Deutschen Meisterschaft U18 in Dresden.